# 도쿄 패션 위크
도쿄 패션 위크(일본어:東京コレクション, 도쿄 컬렉션)은 일본 도쿄에서 한 해를 거르고 격년으로 개최되는 패션 박람회이다. 럭셔리, 기성복, 스트리트 웨어 브랜드가 봄 컬렉션과 가을 컬렉션을 선보이며 1년에 두 번 개최된다.
뉴욕, 파리, 밀라노, 런던의 전통적인 "빅4" 패션위크와 함께 자주 속하기 때문에 "빅5" 글로벌 패션위크로 간주된다. 이러한 특징에 대해 도쿄의 국제적 영향력이 전통적인 빅4를 구성하는 지역들에 비해 뒤처진다는 지적이 있었다. 최근에는 도쿄 패션위크와 일본 패션 산업의 국제화를 촉진하는 것이 업계 리더들의 핵심 우선순위이다.
도쿄 패션 위크는 특히 아방가르드하고 실험적인 패션과 도쿄 스트리트 패션을 선보이는 세계 최고의 쇼케이스로 알려져있다. 아시아에서 가장 큰 규모의 패션 위크이다.
2019년부터 라쿠텐은 이 행사를 라쿠텐 패션 위크 도쿄로 브랜딩하는 타이틀 스폰서를 맡았다. 이전 타이틀 스폰서로는 아마존 패션과 메르세데스 벤츠가 있었다. 2020년 쇼는 코로나 19로 인해 취소되었다.

## 참고자료
1. ↑  Ltd, Shiseido Co. “Shiseido Joins "Amazon Fashion Week TOKYO" as Official Cosmetics Sponsor | NEWS RELEASE | Shiseido Company”. 《corp.shiseido.com》 (일본어). 2023년 12월 19일에 확인함.
2. ↑  “Fashioning the City: Exploring Fashion Cultures, Structures and Systems”. Royal College of Art. 2012년 1월 27일. 2014년 5월 2일에 확인함.
3. ↑  “Largest Fashion Events in The World That You Know in 2022”. 《fashinnovation.nyc》 (미국 영어). 2022년 4월 10일. 2023년 12월 19일에 확인함.
4. 1 2  “Can Tokyo Fashion Week get back on track?”. 《Vogue Business》 (미국 영어). 2023년 9월 5일. 2023년 12월 19일에 확인함.
5. ↑  “Worldview: A Bathing Ape Taps Rakuten for 30th Anniversary Show in Tokyo”. 《The Business of Fashion》 (영어). 2023년 7월 25일. 2023년 12월 19일에 확인함.
6. 1 2  Douglass, Rachel (2023년 9월 6일). “Rakuten Fashion Week Tokyo and its growing emphasis on global inclusion”. 《FashionUnited》 (영어). 2023년 12월 19일에 확인함.
7. ↑  “TOKYO'S FASHION WEEK IS BACK AND BIGGER THAN EVER”. 《ELLE》 (미국 영어). 2011년 10월 17일. 2023년 12월 19일에 확인함.
8. ↑  “The Best Street Style From Tokyo Fashion Week”. 《British Vogue》 (영국 영어). 2019년 3월 21일. 2023년 12월 19일에 확인함.
9. ↑  Mau, Dhani (2023년 3월 23일). “Tokyo Fashion Week Street Style Rejects Every Fashion Rule You've Ever Heard”. 《Fashionista》 (영어). 2023년 12월 19일에 확인함.
10. ↑  “Article: Beyond the Big Four: The Fashion Weeks You Need to Know About | Fashion Minority Report”. 《fashionminorityreport.com》 (영어). 2023년 12월 19일에 확인함.
11. ↑  草野貴俊 (2019년 6월 25일). “東コレ公式から冠スポンサー、アマゾンの名前が消える”. 《WWDJAPAN》 (일본어). 2023년 12월 19일에 확인함.
12. ↑  “ベンツからアマゾンへ 東京ファッション・ウイークの冠スポンサーが交代”. 《WWDJAPAN》 (일본어). 2016년 7월 20일. 2023년 12월 19일에 확인함.
13. ↑  “「Rakuten Fashion Week TOKYO 2020 A/W」開催中止のお知らせ | Rakuten Fashion Week TOKYO（楽天ファッション・ウィーク東京）”. 《rakutenfashionweektokyo.com》 (일본어). 2023년 12월 19일에 확인함.